# Artefacte de Coso

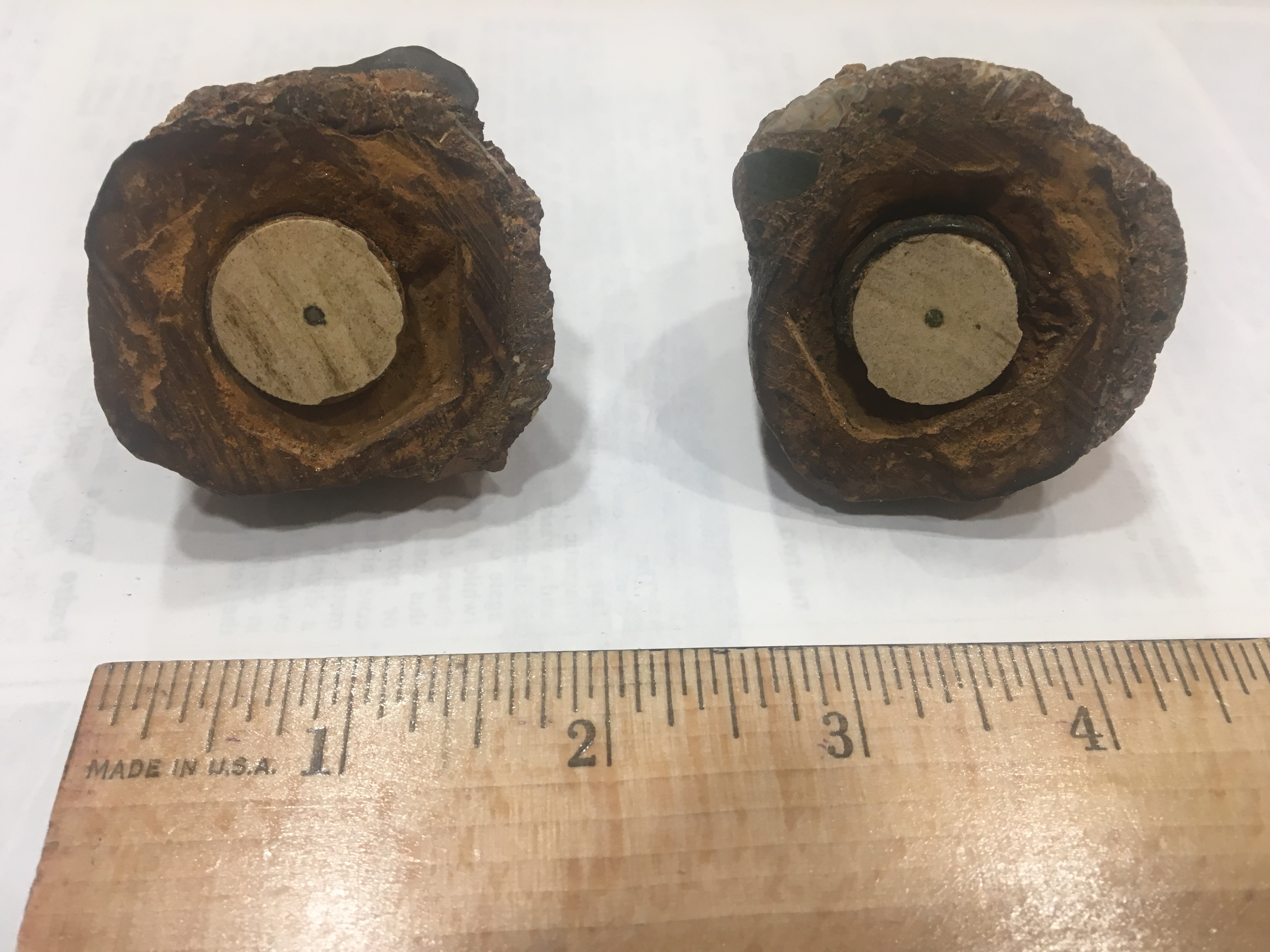
L'artefacte de Coso el 2018

L'artefacte de Coso és una bugia trobada dins d'un tros d'argila dura el 13 de febrer de 1961 per Wallace Lane, Virginia Maxey i Mike Mikesell, mentre buscaven geodes prop del poble de Olancha, a Califòrnia. Mikesell el va trobar en trencar en dos una roca.
Virginia Maxey va especular en diferents moments que aquest objecte tenia una antiguitat de 100 o 500.000 anys, com van indicar Stromberg i Heinrich (2000, 2004). Maxey no va poder proporcionar informació sobre la tècnica de datació usada, o cap prova per a calcular la seva edat. La data dels  500.000 anys  només està basada en l'opinió d'un "geòleg" anònim nomenat per la gent que va descobrir aquest objecte. Tampoc es coneix la identitat, credencials ni l'especialitat de la persona que va nomenar aquest "geòleg", no sabent-se tan sols ni si existeix realment. Com a resultat, aquesta data no té cap fonament, ja que no es coneix com va ser calculada. Està ben documentat que el nòdul que envolta la bugia es podia haver format en anys o dècades com s'ha demostrat en exemples d'encapsulaments d'objectes de metall o acer similars.

## Origen
L'origen de l'artefacte ha estat objecte de moltes especulacions. Explicacions pseudocientífiques inclouen:
- Una antiga civilització (com els Atlants)
- Una "Humanitat" anterior a l'actual.
- Visites extraterrestres durant la prehistòria.
- Viatgers del temps que van deixar oblidat l'objecte durant una visita al passat.

Certs creacionistes han aclamat l'objecte com una evidència d'una Terra Jove, argumentant que si un objecte modern com una bugia pot ser embolicat en pedra, llavors la idea de roques que prenen milions d'anys a formar-se pot deduir-se com a falsa. No obstant això, geòlegs i arqueòlegs coneixen des de fa moltes dècades que el ritme al que es formen diferents tipus de formigó i sediments en capes de roca varia tant, que el grau en què es consoliden els sediments en roques no pot usar-se per determinar la seva edat, ni tan sols la de la terra.
Una investigació duta per Pierre Stromberg i Paul Heinrich amb l'ajuda dels Coleccionistes Americans de Bugies suggereix que l'objecte és una bugia Champion de 1920, i que aquesta va ser usada en l'àrea en treballs d'ajuda a la mineria. En el seu informe, Stromberg i Heinrich (2000, 2004), indiquen que la bugia va quedar embolicada en un formigó compost de ferro derivat de l'oxidació d'aquesta. És comú que objectes de metall i acer formin ràpidament sediments d'òxid de ferro al seu voltant a mesura que s'oxiden a terra. La localització actual de l'artefacte de Coso és desconeguda. Dels seus descobridors només viu Maxey, que evita qualsevol comentari al respecte.